# Arthrosaura montigena
Arthrosaura montigena là một loài thằn lằn trong họ Gymnophthalmidae. Loài này được Myers & Donnelly mô tả khoa học đầu tiên năm 2008.